# متنزه بحيرة هانتس الحكومي
متنزه بحيرة هانتس الحكومي هو متنزه حكومي سابق في مقاطعة تشينانجو، نيويورك، الولايات المتحدة. يقع المتنزه السابق في بلدة نيو برلين، غرب طريق 8 وجنوب غرب قرية نيو برلين. تم إدارته منذ عام 2011 كجزء من غابة جزيرة بوكهرون الحكوميه.

## تاريخ
235 فدان (0.99 كـم2) البحيرة البالغة كانت تدار من قبل مكتب ولاية نيويورك للمتنزهات والترفيه والمحافظة التاريخية قبل عام 2011، عندما تم نقل الملكية والإدارة إلى إدارة المحافظة على البيئة بولاية نيويورك. تمت إدارة المتنزه السابق منذ ذلك الحين كجزء من بحيرة هانتس الحكوميه، 1,397 فدان (5.87 كـم2) منطقة الحفظ التي تديرها الدولة.

## المرافق والاستجمام
وتسيطر بحيرة هانتس على الحديقة السابقة بما يقدر ب 50 فدان (20ها) في وسطها. وما زال الدخول متاحاً للعامة، وتوفر مساحة للمشي لمسافات طويلة وصيد الأسماك وصيد الغزلان الموسمي والتزلج الريفي على الثلج والتزلج على الجليد. مقطورة قوارب متاحة. كإجراء للتحكم في التلوث، يُسمح فقط بالمراكب المائية غير الآلية في البحيرة.
بدءًا من عام 2013، تم توفير 12 موقعًا للتخييم البدائي على طول بحيرة هانتس مرة أخرى للاستخدام العام. تتوفر المعسكرات بين 1 مايو و 30 سبتمبر، ويطلب من المعسكر الحصول على تصريح مجاني صادر عن مكتب ان واي اس - دي أي سي في شيربورن. خارج متنزه بحيرة هانتس الحكومية السابقة، يُسمح بالتخييم البدائي في جميع أنحاء غابات بحيرة هانتس الحكوميه، وفقًا للوائح الغابات العامة في الولاية.

## روابط خارجية
- إدارة الحفاظ على البيئة في ولاية نيويورك: هانتس بوند ستيت فورست